# Winsum (Groningue)
Pour les articles homonymes, voir Winsum.
Winsum est une ancienne commune néerlandaise située dans la province de Groningue. Le 1er janvier 2019, elle est supprimée et rattachée pour l'essentiel à la nouvelle commune de Het Hogeland et pour une partie à celle de Westerkwartier.

## Géographie

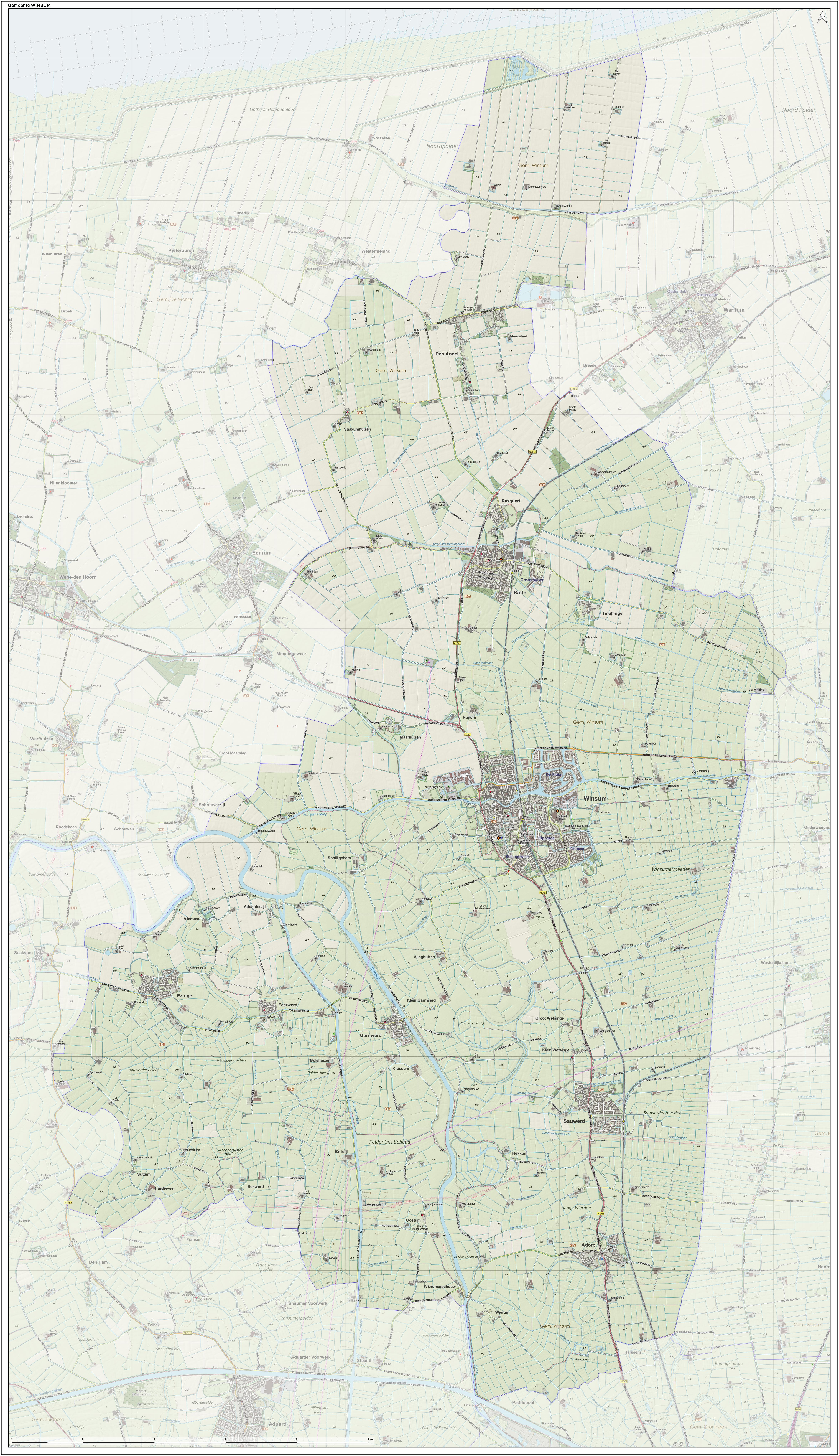
Carte de la commune.

La commune s'étendait sur 102,53 km2 sur un territoire de forme allongée au nord de Groningue. En plus de son chef-lieu Winsum, elle regroupait les localités d'Adorp, Baflo, Den Andel, Ezinge, Feerwerd, Garnwerd, Groot-Wetsinge, Klein-Wetsinge, Obergum, Rasquert, Saaxumhuizen, Sauwerd et Tinallinge.

## Histoire
Le 1er janvier 1990, l’ancienne commune de Winsum s'agrandit par le rattachement de celles d'Adorp, Baflo et Ezinge. Le 1er janvier 2019, la commune disparaît et fusionne avec Bedum, De Marne et Eemsmond pour former la nouvelle commune de Het Hogeland. Cependant, une partie du territoire de Winsum, correspondant à l'ancienne commune d'Ezinge, est à la même date rattachée à la nouvelle commune de Westerkwartier.

## Démographie
En 2018, la commune comptait 13 560 habitants.

## Jumelage
- Lubraniec (Pologne) depuis 1987.

## Galerie

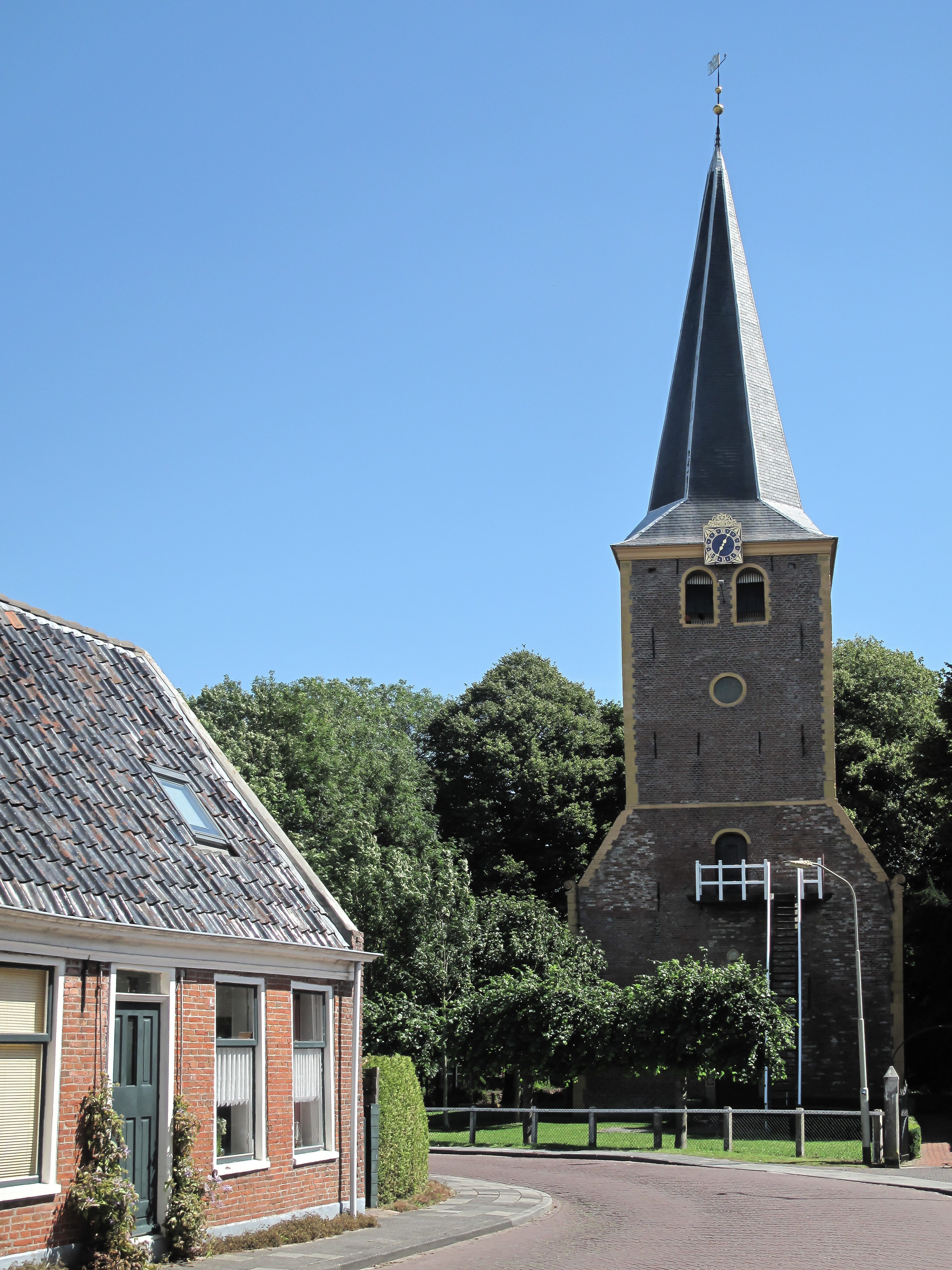
Winsum, église : de Torenkerk.
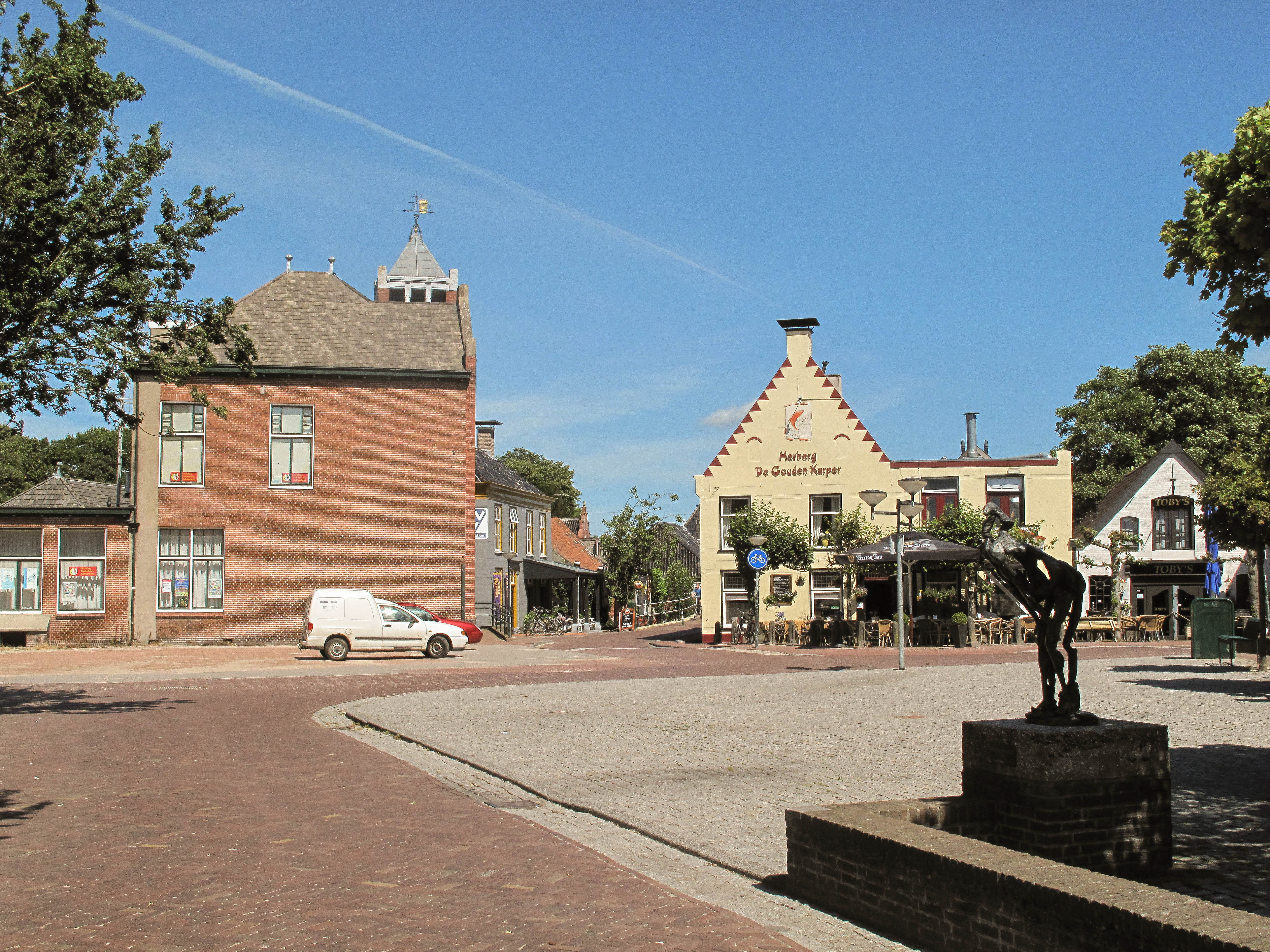
Winsum, carrefour : Hoofdstraat Winsum - Regnerus Praedinusstraat.
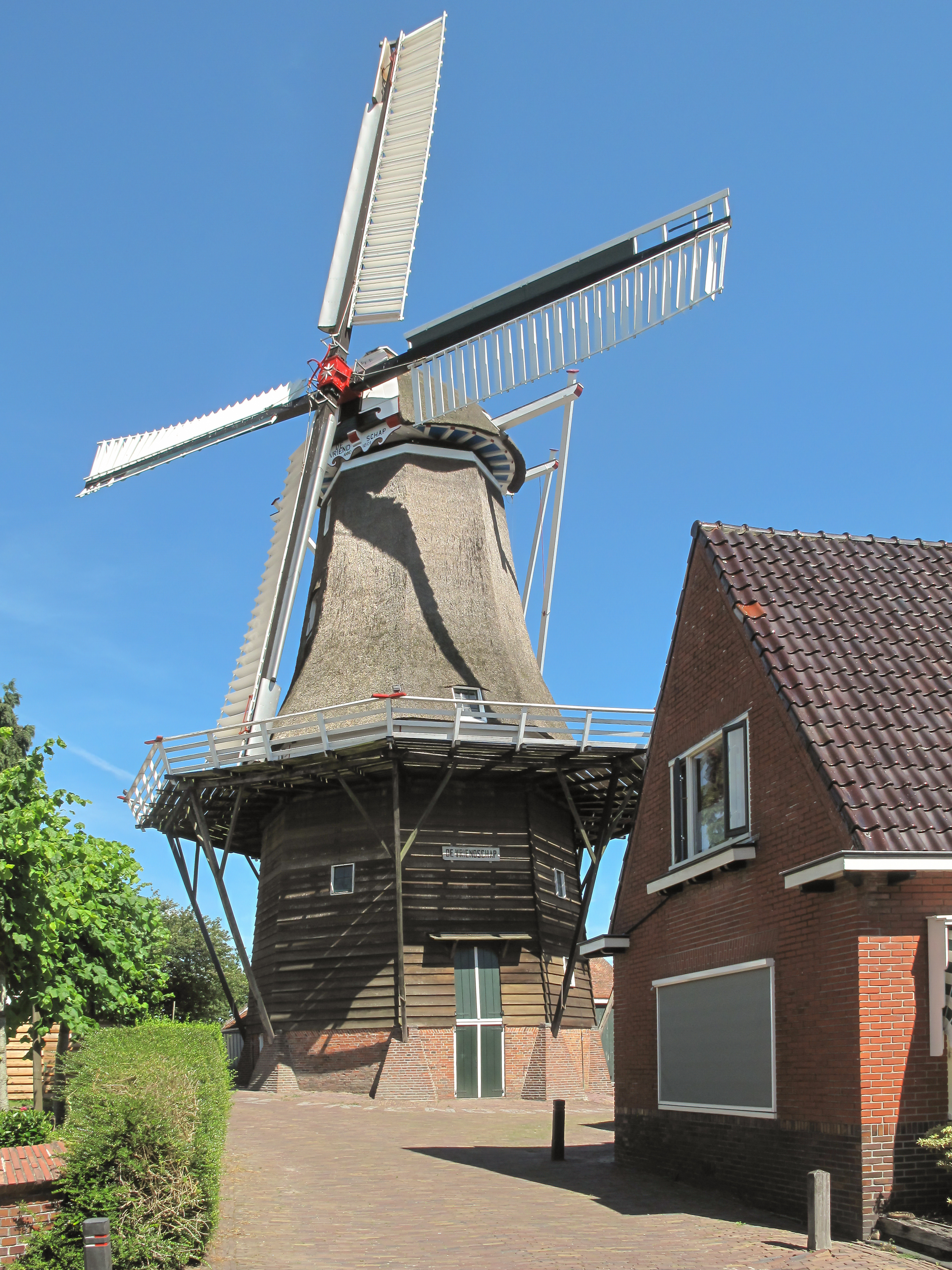
Winsum, moulin : korenmolen de Vriendschap.